# Federico Dimarco
Pour les articles homonymes, voir Dimarco.
Federico Dimarco, né le 10 novembre 1997 à Milan en Italie, est un footballeur international italien qui évolue au poste d'arrière ou latéral gauche à l'Inter Milan.

## Biographie

### En club

#### Formation et débuts à l'Inter
Supporter de l'Inter depuis sa naissance, il intègre très jeune le centre de formation du club lombard. Il fait ses débuts sous le maillot nerazzurri le 11 décembre 2014 face Qarabağ en Ligue Europa. Puis joue son premier match en Serie A lors de la dernière journée face à Empoli le 31 mai 2015.
À partir de la saison 2015-2016, il fait pleinement partie du groupe professionnelle mais ne joue pas. Au mercato d'hiver 2016, il est prêté six mois à Ascoli en Serie B.
A l'été 2016, il est prêté pour la saison à Empoli, en Serie A, avec option d'achat. Il peine à s'y exprimer, confronté notamment à la concurrence du vétéran Manuel Pasqual. Il retrouve l'Inter à la fin de son prêt mais doit se résoudre à un départ car la direction interiste annonce vouloir recruter de nouveaux latéraux et ne lui fait pas confiance.

#### Saison à Sion
En juin 2017, il est vendu au FC Sion en Suisse et s'engage pour 4 saisons.

#### Retour à l'Inter
Le 5 juillet 2018, l'Inter utilise la clause de rachat du joueur pour le faire revenir en échange de 7 millions d'euros. 
Le 7 août 2018, il est prêté pour une saison avec option d'achat à Parme. Il fait ses débuts avec sa nouvelle équipe le 12 août 2018 en coupe d'Italie (défaite 1-0) contre Pise. Le 16 septembre 2018, il inscrit le but de la victoire (1-0) contre l'Inter à San Siro sur un tir de 30 m, il s'agit alors de son premier but en Serie A.
Le 31 janvier 2020 il est prêté pour six mois avec option d'achat à l'Hellas Vérone, puis son prêt est prolongé d'un an en septembre,. Sur cette saison et demi, il s'épanouit sous les ordres d'Ivan Jurić  avec 5 buts et 8 passes décisives en 48 apparitions. Il remerciera l'entraîneur croate « Il m’a formé à 100 %, à tous points de vue. Il m’a complété, dans mon physique, dans mon rôle. Et surtout dans la tête ».
Il fait son retour à l'Inter en 2021 avec l'arrivée de Simone Inzaghi au poste d'entraîneur, puis devient le titulaire au poste de latéral gauche après le départ d'Ivan Perišić.
En décembre 2021, il prolonge son contrat jusqu'en juin 2026.
Le 10 juin 2023, il dispute la finale de Ligue des Champions face à Manchester City (défaite 1-0).
Le 12 novembre 2023, il inscrit un but de 56 m face à Frosinone (victoire 2-0).
L'Inter Milan annonce à la fin du mois de décembre 2023 la prolongation du contrat de Dimarco jusqu'en juin 2027.

### En équipe nationale
Avec la sélection italienne des moins de 17 ans, il participe au championnat d'Europe des moins de 17 ans 2013 organisé en Slovaquie, puis dans la foulée, à la Coupe du monde des moins de 17 ans 2013 qui se déroule aux Émirats arabes unis. Il dispute quatre matchs lors du mondial des cadets.
Avec la sélection italienne des moins de 19 ans, il prend part au championnat d'Europe des moins de 19 ans 2016 en Allemagne. Il inscrit 4 buts lors de ce tournoi, marquant notamment un doublé contre l'Angleterre en demi-finale.
Il est convoqué en équipe d'Italie pour disputer la phase finale de la Ligue des Nations 2021. Il joue son premier match le 4 juin 2022 contre l'Allemagne à Bologne (1-1). Il inscrit son premier but international le 26 septembre 2022 lors d'une victoire 2-0 contre la Hongrie en Ligue des Nations.
Il est retenu dans la liste des 26 joueurs italiens du sélectionneur Luciano Spalletti pour participer à l'Euro 2024.

## Statistiques détaillées
| Saison                | Club                  | Championnat           | Championnat | Championnat | Championnat | Coupe(s) nationale(s) | Coupe(s) nationale(s) | Coupe(s) nationale(s) | Supercoupe | Supercoupe | Supercoupe | Compétition(s) continentale(s) | Compétition(s) continentale(s) | Compétition(s) continentale(s) | Compétition(s) continentale(s) | Coupe du monde des clubs | Coupe du monde des clubs | Coupe du monde des clubs | Italie | Italie | Italie | Total | Total | Total |
| Saison                | Club                  | Division              | M.          | B.          | P.d.        | M.                    | B.                    | P.d.                  | M.         | B.         | P.d.       | Comp.                          | M.                             | B.                             | P.d.                           | M.                       | B.                       | P.d.                     | M.     | B.     | P.d.   | M.    | B.    | P.d.  |
| 2014-2015             | Inter Milan           | Serie A               | 1           | 0           | 0           | -                     | -                     | -                     | -          | -          | -          | C3                             | 1                              | 0                              | 0                              | -                        | -                        | -                        | -      | -      | -      | 2     | 0     | 0     |
| 2019-2020             | Inter Milan           | Serie A               | 4           | 0           | 0           | 1                     | 0                     | 0                     | -          | -          | -          | C3                             | -                              | -                              | -                              | -                        | -                        | -                        | -      | -      | -      | 5     | 0     | 0     |
| 2021-2022             | Inter Milan           | Serie A               | 32          | 2           | 2           | 2                     | 0                     | 1                     | 1          | 0          | 0          | C1                             | 7                              | 0                              | 1                              | -                        | -                        | -                        | 4      | 0      | 2      | 46    | 2     | 6     |
| 2022-2023             | Inter Milan           | Serie A               | 33          | 4           | 4           | 5                     | 1                     | 0                     | 1          | 1          | 0          | C1                             | 11                             | 0                              | 5                              | -                        | -                        | -                        | 6      | 2      | 0      | 56    | 8     | 9     |
| 2023-2024             | Inter Milan           | Serie A               | 30          | 5           | 6           | 1                     | 0                     | 1                     | 2          | 0          | 1          | C1                             | 7                              | 1                              | 0                              | -                        | -                        | -                        | 12     | 0      | 0      | 52    | 6     | 8     |
| 2024-2025             | Inter Milan           | Serie A               | 33          | 4           | 7           | 2                     | 0                     | 0                     | 2          | 0          | 0          | C1                             | 10                             | 0                              | 2                              | 4                        | 0                        | 0                        | 8      | 1      | 4      | 59    | 5     | 13    |
| Sous-total            | Sous-total            | Sous-total            | 133         | 15          | 19          | 11                    | 1                     | 2                     | 6          | 1          | 1          | -                              | 36                             | 1                              | 8                              | 4                        | 0                        | 0                        | 30     | 3      | 6      | 220   | 21    | 36    |
| 2015-2016             | Ascoli FC (prêt)      | Serie B               | 15          | 0           | 3           | -                     | -                     | -                     | -          | -          | -          | -                              | -                              | -                              | -                              | -                        | -                        | -                        | -      | -      | -      | 15    | 0     | 3     |
| 2016-2017             | Empoli FC (prêt)      | Serie A               | 12          | 0           | 1           | 1                     | 0                     | 0                     | -          | -          | -          | -                              | -                              | -                              | -                              | -                        | -                        | -                        | -      | -      | -      | 13    | 0     | 1     |
| 2017-2018             | FC Sion               | Super League          | 9           | 0           | 2           | -                     | -                     | -                     | -          | -          | -          | -                              | -                              | -                              | -                              | -                        | -                        | -                        | -      | -      | -      | 9     | 0     | 2     |
| 2018-2019             | Parma Calcio (prêt)   | Serie A               | 13          | 1           | 0           | 1                     | 0                     | 0                     | -          | -          | -          | -                              | -                              | -                              | -                              | -                        | -                        | -                        | -      | -      | -      | 14    | 1     | 0     |
| 2019-2020             | Hellas Vérone (prêt)  | Serie A               | 13          | 0           | 3           | -                     | -                     | -                     | -          | -          | -          | -                              | -                              | -                              | -                              | -                        | -                        | -                        | -      | -      | -      | 13    | 0     | 3     |
| 2020-2021             | Hellas Vérone (prêt)  | Serie A               | 35          | 5           | 5           | 2                     | 0                     | 0                     | -          | -          | -          | -                              | -                              | -                              | -                              | -                        | -                        | -                        | -      | -      | -      | 37    | 5     | 5     |
| Sous-total            | Sous-total            | Sous-total            | 48          | 5           | 8           | 2                     | 0                     | 0                     | -          | -          | -          | -                              | -                              | -                              | -                              | -                        | -                        | -                        | -      | -      | -      | 50    | 5     | 8     |
| Total sur la carrière | Total sur la carrière | Total sur la carrière | 230         | 21          | 33          | 15                    | 1                     | 2                     | 6          | 1          | 1          | -                              | 36                             | 1                              | 8                              | 4                        | 0                        | 0                        | 30     | 3      | 6      | 321   | 27    | 50    |

## Palmarès

### En club
Avec l'Inter Milan, Federico Dimarco remporte la Coupe d'Italie en 2022 et 2023 ainsi que la Supercoupe d'Italie en 2021, 2022 et 2023. Il est champion d'Italie en 2024 et vice-champion en 2020, 2022 et 2025. Il est également finaliste de la Ligue des champions en 2023 et 2025 et de la Supercoupe d'Italie de football en 2024. 

### En sélection nationale
Federico Dimarco est finaliste du championnat d'Europe des moins de 17 ans 2013 avec l'équipe d'Italie des moins de 17 ans, finaliste du championnat d'Europe des moins de 19 ans 2016 avec l'équipe d'Italie des moins de 19 ans et troisième de la  Coupe du monde des moins de 20 ans 2017 avec l'équipe d'Italie des moins de 20 ans.